# オーサ・ラーソン
オーサ・ラーソン（Åsa Larsson、1966年6月28日 – ）は、スウェーデン人推理小説家である。
1966年、スウェーデンウプサラ生まれ。
2003年と2004年にスウェーデン推理作家アカデミー賞を受賞した。

## 受賞歴
- スウェーデン推理作家アカデミー賞最優秀新人賞　2003年　（Solstorm（『オーロラの向こう側』）に対して）
- スウェーデン推理作家アカデミー賞最優秀長編賞　2004年　（Det blod som spillts（『赤い夏の日』）に対して）

## 主な著書
- 2003 -	Solstorm(en:Sun Storm),(en:The Savage Altar)（『オーロラの向こう側』）
- 2004 - Det blod som spillts(en:The Blood Spilt)（『赤い夏の日』）
- 2006 - Svart stig(The Black Path)（『黒い氷』）
- 2008 - Till dess din vrede upphör
- 2009 - Guds starka arm

## 日本語訳された作品
- 『オーロラの向こう側』ハヤカワ・ミステリ文庫、松下祥子訳、早川書房、2008年
- 『赤い夏の日』ハヤカワ・ミステリ文庫、松下祥子訳、早川書房、2008年
- 『黒い氷』ハヤカワ・ミステリ文庫、松下祥子訳、早川書房、2009年